# Sirop de menthe
« Menthe à l'eau » redirige ici.  Pour la couleur, voir Menthe (couleur). Pour l'article homophone, voir Mentalo.
Ne doit pas être confondu avec Mantalo.

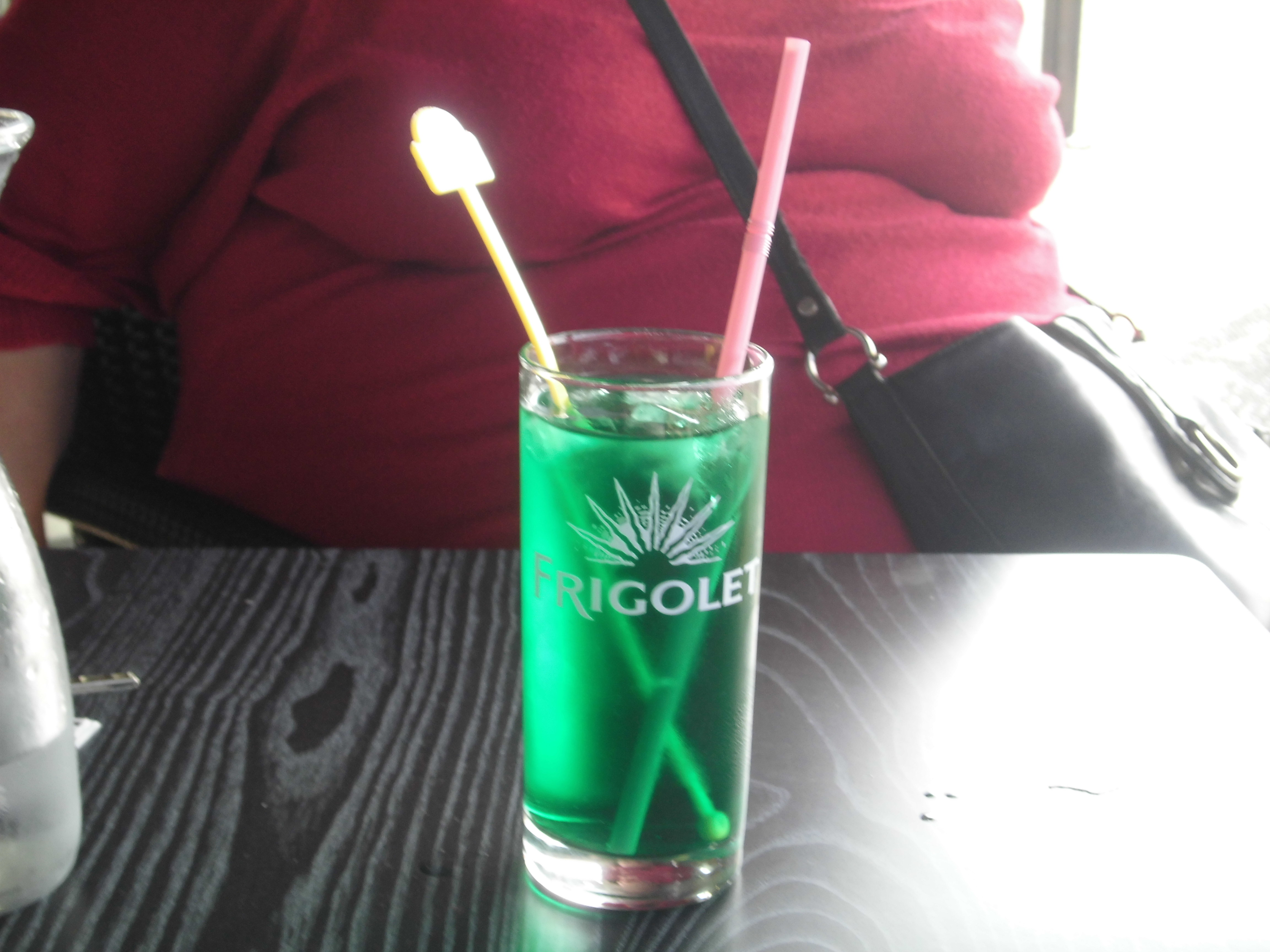
Un verre de menthe à l'eau avec du sirop industriel

Le sirop de menthe est un sirop, réalisé à partir de menthe fraîche infusée et sucrée, ou d'extraits de menthe naturels ou synthétiques. 

## Histoire
Depuis l'Antiquité, la menthe a été utilisée pour ses propriétés aromatiques et médicinales, et son sirop, populaire depuis le 17ème siècle en Europe, est préparé à partir de feuilles de menthe, de sucre et d'eau.

## Préparation
Le sirop de menthe traditionnel est préparé avec de la menthe fraîche (environ 150 grammes par litre d'eau) qui repose dans l'eau pendant 24 heures. Puis la menthe est retirée et on y ajoute du sucre (environ 700 grammes par litre d'eau pour un sirop équilibré). Le liquide obtenu est chauffé jusqu'à ce qu'il atteigne la température de 102 °C, également appelée « petit lissé » dans la nomenclature des sirops. Sa couleur naturelle est proche de la couleur du thé. Enfin, le sirop encore chaud est versé dans des bouteilles stérilisées, ce qui permet d’assurer sa conservation sans ajout de conservateurs.

## Utilisations
On utilise le sirop de menthe dans toutes sortes de boissons : allongé d'eau plate (on parle alors de menthe à l'eau), mélangé avec de la limonade (diabolo menthe), avec de la glace pilée (granita), voire avec de l'alcool (perroquet) ou du lait.

## Conservation
- Durée naturelle de conservation : de quelques jours à quelques mois.[précision nécessaire]
- Pour améliorer sa conservation, le sirop doit être stocké dans un endroit sombre et frais.

## Méthodes industrielles
Le sirop de menthe industriel est une imitation artificielle du sirop de menthe naturel. Sa préparation, sa couleur et son goût sont cependant très différents : il est fortement coloré en vert avec un mélange de deux colorants alimentaires, le jaune E102 et le bleu E131. En outre, l'aromatisation est obtenue non pas directement avec des plantes, mais avec des extraits raffinés, généralement de l'essence de menthe ou du menthol. Il existe d'autres variétés, comme le sirop de menthe glaciale (en fait au menthol), également fortement coloré artificiellement en bleu pâle. 

## Annexe